# Tour du Doubs
Die Tour du Doubs ist ein französisches Straßenradrennen.
Das Eintagesrennen, welches seinen Termin für gewöhnlich Anfang Juli hat und im französischen Département Doubs stattfindet, wurde bereits im Jahre 1934 zum ersten Mal ausgetragen, allerdings nicht in den Jahren von 1940 bis 1947 sowie 1955 bis 1998. Seit Einführung der UCI Europe Tour in der Saison 2005 ist das Rennen Teil dieser Rennserie und in die Kategorie 1.1 eingestuft. Jérôme Coppel ist mit zwei Siegen der bisherige Rekordsieger.

## Palmarès
| Jahr                      | Sieger              | Zweiter             | Dritter                  |
| ------------------------- | ------------------- | ------------------- | ------------------------ |
| 1934                      | René Debenne        | Louis Vincent       | Maurits Oplinus          |
| 1935                      | Louis Thiétard      | Manuel Garcia       | Alfredo Malmesi          |
| 1936                      | Manuel Garcia       | Alphonse Antoine    | Paul Giguet              |
| 1937                      | Guillaume Chavard   | Rafael Ramos        | Joseph Vuillemin         |
| 1938                      | Aldo Bertocco       | Louis Thiétard      | Marius Boeuf             |
| 1939                      | Alphonse Antoine    | Paul Rossier        | René Stroebel            |
| 1940–47 nicht ausgetragen |                     |                     |                          |
| 1948                      | Jean de Gribaldy    | Adolphe Deledda     | Robert Nicollet          |
| 1949                      | Adolphe Deledda     | Georges Ramoulux    | Jean-Baptiste Verpoorten |
| 1950                      | Robert Vanderstockt | Jean Bozec          | Hugues Guelpa            |
| 1951                      | Pino Cerami         | Pierre Baratin      | Robert Vanderstockt      |
| 1952                      | Gilbert Bauvin      | Alexandre Sowa      | Roger Rosselle           |
| 1953                      | Alexandre Sowa      | Jean Tissier        | Louis Gauthier           |
| 1954                      | Gaby Faille         | Alexandre Sowa      | Maurice Houillon         |
| 1955–92 nicht ausgetragen |                     |                     |                          |
| 1993                      | Gil Besseyre        | Patrick Vallet      | Jean-Yves Duzellier      |
| 1994–98 nicht ausgetragen |                     |                     |                          |
| 1999                      | Jerôme Gannat       | Jérémy Dérangère    | Pierre Ackermann         |
| 2000                      | Vladimir Miholjević | Dominique Rault     | Pierre Bourquenoud       |
| 2001                      | Eddy Lembo          | Bert De Waele       | Pierre Ackermann         |
| 2002                      | Frédéric Finot      | Pierre Bourquenoud  | Pierrick Fédrigo         |
| 2003                      | Bert De Waele       | Janek Tombak        | Frédéric Bessy           |
| 2004                      | Matthieu Sprick     | Hayden Roulston     | Bert De Waele            |
| 2005                      | Philip Deignan      | Yann Pivois         | Mark Scanlon             |
| 2006                      | Yoann Le Boulanger  | Mickaël Buffaz      | Frédéric Finot           |
| 2007                      | Vincent Jérôme      | Pierre Rolland      | Sébastien Duret          |
| 2008                      | Anthony Geslin      | Christophe Kern     | Vincent Jérôme           |
| 2009                      | Yann Huguet         | Julien Mazet        | Guillaume Levarlet       |
| 2010                      | Jérôme Coppel       | Jonathan Hivert     | Leonardo Duque           |
| 2011                      | Arthur Vichot       | Romain Hardy        | Julien Bérard            |
| 2012                      | Jérôme Coppel       | Sylvain Georges     | Jean-Marc Bideau         |
| 2013                      | Aleksejs Saramotins | Thomas Voeckler     | Vegard Stake Laengen     |
| 2014                      | Rein Taaramäe       | Angélo Tulik        | Pierre-Luc Périchon      |
| 2015                      | Eduardo Sepúlveda   | Julien Loubet       | Rudy Molard              |
| 2016                      | Samuel Dumoulin     | Baptiste Planckaert | Thibault Ferasse         |
| 2017                      | Romain Hardy        | Flavien Dassonville | Quentin Jauregui         |
| 2018                      | Julien Simon        | Ignatas Konovalovas | Rein Taaramäe            |
| 2019                      | Stefan Küng         | Franck Bonnamour    | Guillaume Martin         |
| 2020                      | Loïc Vliegen        | Biniam Girmay       | Aurélien Paret-Peintre   |
| 2021                      | Dorian Godon        | Biniam Girmay       | Tom Paquot               |
| 2022                      | Valentin Madouas    | Mathieu Burgaudeau  | Matis Louvel             |
| 2023                      | Jesús Herrada       | Thibaut Pinot       | Nans Peters              |
| 2024                      | Lenny Martinez      | Clément Berthet     | José Manuel Díaz         |
| 2025                      |                     |                     |                          |